# Rumänische Eishockeyliga 1956/57
Die Saison 1956/57 war die 27. Spielzeit der rumänischen Eishockeyliga, der höchsten rumänischen Eishockeyspielklasse. Meister wurde zum insgesamt dritten Mal in der Vereinsgeschichte Recolta Miercurea Ciuc.

## Modus
In der Hauptrunde absolvierte jede der vier Mannschaften insgesamt fünf Spiele. Der Erstplatzierte der Hauptrunde wurde Meister. Für einen Sieg erhielt jede Mannschaft zwei Punkte, bei einem Unentschieden gab es ein Punkt und bei einer Niederlage null Punkte.

## Hauptrunde

### Tabelle
|    | Klub                   | Sp | S | U | N | T  | GT | Punkte |
| -- | ---------------------- | -- | - | - | - | -- | -- | ------ |
| 1. | Recolta Miercurea Ciuc | 5  | 5 | 0 | 0 | 27 | 6  | 10     |
| 2. | CCA Bukarest           | 5  | 3 | 1 | 1 | 31 | 12 | 7      |
| 3. | Știința Cluj           | 5  | 1 | 1 | 3 | 14 | 13 | 3      |
| 4. | Progresul Gheorgheni   | 5  | 0 | 0 | 5 | 8  | 47 | 0      |

Sp = Spiele, S = Siege, U = Unentschieden, N = Niederlagen